# Furajka (Hama)
Furajka (arab. فريكة) – miejscowość w Syrii, w muhafazie Hama. W 2004 roku liczyła 2497 mieszkańców.